# عبد الحق (اسم)
عبد الحق هو اسم عربي يطلق على الذكور، وهو مستخدم في العهد الحديث كإسم وكلقب. وهو مكون من جزأين «عبد» و «الحق». الحق وهي اسم من اسماء الله الحسنى المذكورة في القرآن الكريم. :

## أشخاص
- عبد الحق الأول
- عثمان بن عبد الحق
- محمد بن عبد الحق
- أبو يحيى بن عبد الحق
- أبو يوسف يعقوب بن عبد الحق
- عبد الحق الدهلوي
- عبد الحق حامد
- عبد الحق عدنان أديوار
- شاهر عبد الحق
- عبد الحق عشيق
- عبد الحق بن شيخة
- عبد الحق زكريا
- عبد الحق أيت العريف
- عبد الحق لعيادة